# Copropriété en droit belge
La copropriété en droit belge est régie par diverses dispositions du code civil belge.

## Historique

vignetteExtrait publication du Soir toujours d'actualité

Dans le code civil belge en 1807, on n'y trouve pas trace de la notion de copropriété d’appartements notion, à l'exception de quelques allusions éparses reprises dans les articles 815 (relatif au partage) et 664 (relatif à la division de la propriété par étages). 
Il faudra attendre la loi du 8 juillet 1924 qui viendra, après la Grande Guerre, pour fournir une base juridique à la reconstruction de l'habitat détruit à cette occasion. Cette loi trouve son origine dans la crise qui sévissait alors. La raréfaction et le prix des terrains dans villes, ainsi que le coût des matériaux et de la main-d’œuvre devaient inévitablement amener les pouvoirs publics à s'intéresser à ce nouveau type d'habitations : la maison divisée par étages et par appartements. Dans cette perspective, et en vue de faciliter l'accès à cette forme de propriété, il fallait permettre le recours au crédit et l'étendue des droits des propriétaires d'étages afin qu'ils puissent avoir sur leur bien d'une hypothèque valable et efficace.   Ce projet déposé par le gouvernement à la fin de 1923 fut donc discuté, amendé et finalement adopté en moins de huit mois le 8 juillet 1924. 
Le  Palais de la Folle Chanson de l'architecte Antoine Courtens est le premier immeuble à appartements de Belgique avec des chambres de bonnes et deux ascenseurs l’un pour les maîtres et l’autre pour le personnel, construit en 1928.

## Copropriété forcée
Le régime de copropriété forcée existe généralement lorsque le droit de propriété est réparti entre plusieurs personnes par lots comprenant chacun une partie privative bâtie et une quote-part dans des éléments immobiliers communs .
Un régime de représentation juridique des copropropriétaires par une personne morale identifiée à la Banque Carrefour des Entreprises a été instauré dans l'unique but de faciliter les recours en justice d'un fournisseur ou d'un tiers qui a un grief à l'encontre des propriétaires responsables d'un immeuble en copropriété forcée,depuis le 30 juin 1994.
Les travaux parlementaires à l'origine de cet habit juridique de droit privé datent de 1994.
En cas de carence ou d'empêchement d'un syndic par exemple lorsque cet organe reste en défaut de proposer à l'ordre du jour les travaux nécessaires à cause d'une majorité de copropriétaires qui ne veut pas financer la dépense, le juge de paix du canton peut désigner un syndic judiciaire afin d'administrer les parties communes de l'immeuble. Le juge est saisi par le dépôt, par un copropriétaire, d'une requête contradictoire à l'égard du syndic incriminé et de l'association des copropriétaires.
Toutefois, ce système des règles en vigueur avec l'Institut des Professionnels de l'immobilier malgré sa question d'O.I.P. n'a pas organisé le contrôle dudit syndic désigné par un juge.
L'identification des copropriétaires (Nom, adresse de contact..) n'est quasi jamais indiquée sur les feuilles de présence des procès-verbaux (actes sous signature privée), c'est une sérieux empêchement à la concertation et à la discussion et à l'échange d'informations entre propriétaires qui fut levée par Robert Waxveiler  ancien collaborateur du Ministre de la Justice Jean GOL, devenu juge de paix à Liège grâce à un jugement en date du 15 décembre 2006, relaté par le Cri N°310 du SNP en janvier 2007. Le droit des copropriétaires à se connaitre les uns et les autres sera ensuite consacré par la loi du 2 juin 2010.
Au XXIe siècle, pour la pratique des assemblées générales virtuelles, il faut aussi partager  l'adresse mail de contact des copropriétaires pour permettre le dialogue et la concertation préalablement aux réunions, mais la loi fait défaut.
Note : Lorsque l'anonymat est voulu par des copropriétaires entre eux cela doit mettre la puce à l'oreille de tout candidat à l'acquisition d'un appartement. Le candidat acquéreur aura intérêt à consulter chez le syndic  l'intégralité du dossier de l'immeuble (et ses installations techniques)  avant l'achat pour s'informer de l'état des parties communes afin d'éviter l'achat d'un " chat dans un sac" en copropriété belge.
Les termes ci-dessous concernent la copropriété forcée.

## Statuts
Les statuts comprennent l'acte de base, le règlement de copropriété et éventuellement le règlement d'ordre intérieur.

### Acte de base
L'acte de base décrit l'immeuble (ou groupe d'immeubles), les parties communes et les parties privées de chaque lot.
Il fixe également les quotités (ou quotes-parts) de chaque lot. Chaque copropriétaire possède un ou plusieurs lots et des quotités des parties communes.
Pour les actes établis après septembre 2010, la répartition des quotités doit être motivée par un rapport d'expert. Le rapport est joint à l'acte.
L'acte de base fait l'objet d'un acte authentique devant notaire. Il ne peut être modifié qu'à la majorité des 4/5 des voix de l'AG sauf pour la modification des quotités et des lots qui requiert l'unanimité des copropriétaires.

### Règlement de copropriété
Le règlement de copropriété décrit les droits et obligations des copropriétaires quant aux parties communes et privées. Il indique le mode de répartition des charges de la copropriété. Les critères de répartition sont basés sur la valeur des lots (quotités) et l'utilité.
La période annuelle de 15 jours pendant laquelle se tient l'assemblée générale ordinaire est fixée dans ce règlement de copropriété.
Ce règlement fait aussi l'objet d'un acte authentique devant notaire. Il peut être modifié à la majorité des 3/4 des voix de l'AG pour autant que les modifications ne concernent que la jouissance, l'usage et l'administration des parties communes.

### Règlement d'ordre intérieur
Le règlement d'ordre intérieur peut être établi sous seing privé. Il est le « règlement de police » de l'immeuble.
Il concerne principalement les occupants. Généralement, les copropriétaires doivent, statutairement, inclure les obligations concernant les occupants dans le contrat de bail qu'ils signent avec leurs locataires.

## Association des copropriétaires (ACP)
L’Association des copropriétaires (ACP) est la personne morale dont tout propriétaire d'une partie privative est automatiquement membre. Elle a pour objet social la conservation et l'administration de l'immeuble et ne dispose d'aucun patrimoine.

### Associations partielles
Depuis la loi de juin 2010, si l'indivision principale comprend vingt lots ou plus, l'acte de base peut prévoir la création d'associations partielles par immeuble dans un groupe d'immeubles ou, si un immeuble comporte une séparation physique en éléments clairement distincts, par élément de cet immeuble. Ces associations partielles ne sont compétentes que pour les parties communes particulières désignées dans l'acte de base, étant entendu que l'indivision principale reste exclusivement compétente pour les parties communes générales et les éléments qui relèvent de la gestion commune de la copropriété.

## Assemblée générale (AG)
En abrégé AG, l’Assemblée Générale est l'organe suprême de l'association des copropriétaires. Tous les copropriétaires sont membres de l'AG. Elle se réunit minimum une fois par an (AG ordinaire ou AGO) ou chaque fois qu'une décision urgente doit être prise dans l'intérêt de la copropriété (AG extraordinaire ou AGE). Elle est en principe convoquée par le syndic. Elle peut prendre toutes décisions, mises préalablement à l'ordre du jour (convocation), dans le respect des majorités et quorum prévu par la loi.
Le syndic tient une assemblée générale au cours de la période fixée par le règlement d'ordre intérieur ou chaque fois qu'une décision doit être prise d'urgence dans l'intérêt de la copropriété. Sur requête d'un ou de plusieurs copropriétaires qui possèdent au moins un cinquième des parts dans les parties communes, adressée par voie recommandée, le syndic doit adresser la convocation aux copropriétaires dans les trente jours de sa réception. Si le syndic ne donne pas suite à cette requête, un des copropriétaires qui a cosigné la requête peut convoquer lui-même l'assemblée générale.
La convocation indique le lieu, le jour et l'heure auxquels aura lieu l'assemblée, ainsi que l'ordre du jour avec le relevé des points qui seront soumis à discussion. Le syndic inscrit à l'ordre du jour les propositions écrites des copropriétaires, du conseil de copropriété [3 ...]3, qu'il a reçues au moins trois semaines avant le premier jour de la période, fixée dans le [3 règlement d'ordre intérieur]3, au cours de laquelle l'assemblée générale ordinaire doit avoir lieu.' 
La convocation doit indiquer l’ordre du jour avec le relevé des pointsqui seront soumis à discussion et au vote. L’ordre du jour doit être complet et précis. La convocation indique les modalités de consultation des documents relatifs aux points inscrits à l'ordre du jour.
La convocation est effectuée par envoi recommandé, quinze jours francs au moins avant la date de l'assemblée
L’assemblée générale ne peut se prononcer valablement que sur les points inscrits à l’ordre du jour.
La jurisprudence des juges de paix et de la Cour de cassation (RG n°017735) annulant la décision désignant un syndic bénévole alors que l’ordre du jour ne mentionnait que le renouvellement du syndic. sont constants a ce sujet: "Lorsque l'ordre du jour ne décrit pas de manière pertinente sur quoi l'AG devra délibérer les absents sont induits en erreur par conséquent la décision ainsi prise doit être annulée….les copropriétaires convoquées sont mis dans l'impossibilité de prendre connaissance de ce point d'ordre du jour à l'avance et de recueillir un avis préalable et adéquat sur le sujet". Justice de Paix de Liège 29.04.1997'
L’assemblée générale doit être présidée par un copropriétaire. Le président sera choisi au début de l’assemblée parmi les copropriétaires présents et cette décision sera prise à la majorité simple des voix présentes ou représentées (donc 50% + 1).
Un secrétaire est également désigné lors de chaque assemblée à la majorité simple des voix (50%+1). La loi ne précise pas clairement sa mission et indique seulement qu’il sera chargé en fin de séance de signer le PV de l’assemblée avec le président et les copropriétaires qui sont encore présents. La fonction de secrétaire peut par ailleurs être exercée par le syndic.
Art. 3.88. Assemblée générale: prise de décision   
En application de l'article 3.88 § 1er du code civil, l'assemblée générale décide:   
1° à la majorité des deux tiers des voix:  
a) de toute modification aux statuts pour autant qu'elle ne concerne que la jouissance, l'usage ou l'administration des parties communes, sans préjudice de l'article 3.85, § 2;   
b) de tous travaux affectant les parties communes, à l'exception des travaux imposés par la loi et des travaux conservatoires et d'administration provisoire, qui peuvent être décidés à la majorité absolue des voix des copropriétaires présents ou représentés, sans préjudice de l'article 3.89, § 5, 2° ;  
c) du montant des marchés et des contrats à partir duquel une mise en concurrence est obligatoire, sauf les actes visés à l'article 3.89, § 5, 2° ;   
d) moyennant une motivation spéciale, de l'exécution de travaux à certaines parties privatives qui, pour des raisons techniques ou économiques, sera assurée par l'association des copropriétaires. Cette décision ne modifie pas la répartition des coûts de l'exécution de ces travaux entre les copropriétaires.
2° à la majorité des quatre cinquième des voix:   
a) de toute autre modification aux statuts, en ce compris la modification de la répartition des charges de copropriété;   
b) de la modification de la destination de l'immeuble ou d'une partie de celui-ci;   
c) de la reconstruction de l'immeuble ou de la remise en état de la partie endommagée en cas de destruction partielle;   
d) de toute acquisition des biens immobiliers destinés à devenir communs;   
e) de tous actes de disposition de biens immobiliers communs, y compris la modification des droits réels d'usage existant sur les parties communes au profit d'un seul copropriétaire, à condition que cela soit motivé par l'intérêt légitime de l'association des copropriétaires, le cas échéant contre le paiement d'une indemnité proportionnelle au dommage que cela pourrait causer;   
f) de la modification des statuts en fonction de l'article 3.84, alinéa 4;   
g) de la division d'un lot ou de la réunion, totale ou partielle, de deux ou plusieurs lots;   
h) sous réserve de l'article 3.92, § 1er, alinéa 6, de la démolition et de la reconstruction totales de l'immeuble pour des raisons de salubrité ou de sécurité ou de coût excessif par rapport à la valeur de l'immeuble existant d'une mise en conformité de l'immeuble aux dispositions légales.

## Syndic
C'est le mandataire de l’association des copropriétaires. Il assure la gestion administrative, execute les décisions des assemblées générales , établi les décomptes de charges à payer.
Il est nommé par l’AG (ou à défaut par le juge) pour une durée maximale de 3 ans, renouvelable seulement par décision expresse de l’AG. Sa mission fait obligatoirement l’objet d'un contrat écrit et il est couvert par une assurance « responsabilité civile » collective souscrite par l'IPI.
Le syndic peut être un copropriétaire de l'immeuble et le SNPC propose une formation (voir aussi Syndic).
Les missions du syndic sont définies par la loi, notamment par l'article 3.89 paragraphe 5:
§ 5. Quels que soient les pouvoirs qui lui sont conférés par le règlement d'ordre intérieur, le syndic est chargé:   
1° d'exécuter et de faire exécuter les décisions prises par l'assemblée générale;   
2° d'accomplir tous actes conservatoires et tous actes d'administration provisoire;   
3° d'administrer les fonds de l'association des copropriétaires conformément à l'article 3.86, § 3;   
4° de représenter l'association des copropriétaires, tant en justice que dans la gestion des affaires communes. Sous réserve de dispositions contraires dans le présent sous-titre, la correspondance recommandée est, à peine de nullité, adressée au domicile, ou à défaut, à la résidence ou au siège social du syndic et au siège de l'association des copropriétaires;   
5° de fournir le relevé des dettes visées à l'article 3.94, § 2, dans les trente jours de la demande qui lui en est faite par le notaire;   
6° de communiquer à toute personne occupant l'immeuble en vertu d'un droit personnel ou réel mais ne disposant pas du droit de vote à l'assemblée générale, la date des assemblées afin de lui permettre de formuler par écrit ses demandes ou observations relatives aux parties communes qui seront à ce titre communiquées à l'assemblée. La communication se fait par affichage, à un endroit bien visible, dans les parties communes de l'immeuble;   
7° de transmettre, si son mandat a pris fin de quelque manière que ce soit, dans un délai de trente jours suivant la fin de son mandat, l'ensemble du dossier de la gestion de l'immeuble à son successeur ou, en l'absence de ce dernier, au président de la dernière assemblée générale, y compris la comptabilité et les actifs dont il avait la gestion, tout sinistre, un historique du compte sur lequel les sinistres ont été réglés, ainsi que les documents prouvant l'affectation qui a été donnée à toute somme qui ne se retrouve pas sur les comptes financiers de la copropriété;   
8° de souscrire une assurance responsabilité couvrant l'exercice de sa mission et de fournir la preuve de cette assurance; en cas de mandat gratuit, cette assurance est souscrite aux frais de l'association des copropriétaires;   
9° de permettre aux copropriétaires d'avoir accès à tous les documents ou informations à caractère non privé relatifs à la copropriété, de toutes les manières définies dans le règlement d'ordre intérieur ou par l'assemblée générale;   
10° de conserver, le cas échéant, le dossier d'intervention ultérieure de la façon fixée par le Roi;   
11° de présenter, pour la mise en concurrence visée à l'article 3.88, § 1er, 1°, c), une pluralité de devis établis sur la base d'un cahier des charges préalablement élaboré;   
12° de soumettre à l'assemblée générale ordinaire un rapport d'évaluation des contrats de fournitures régulières;   
13° de solliciter l'autorisation préalable de l'assemblée générale pour tout contrat entre l'association des copropriétaires et le syndic, ses préposés, ses proches, parents ou alliés jusqu'au troisième degré inclus, ou ceux de son conjoint jusqu'au même degré; il en est de même des contrats entre l'association des copropriétaires et une entreprise dont les personnes susvisées sont propriétaires ou dans le capital de laquelle elles détiennent une participation ou dans laquelle elles exercent des fonctions de direction ou de contrôle, ou dont elles sont salariées ou préposées; lorsqu'il est une personne morale, le syndic ne peut, sans y avoir été spécialement autorisé par une décision de l'assemblée générale, contracter pour le compte de l'association des copropriétaires avec une entreprise qui détient, directement ou indirectement, une participation dans son capital;   
14° de tenir à jour la liste et les coordonnées des personnes en droit de participer aux délibérations de l'assemblée générale et de transmettre aux copropriétaires, à première demande et au notaire s'il en fait la demande au syndic, dans le cadre de la transcription d'actes qui sont transcrits dans les registres du bureau compétent de l'Administration générale de la Documentation patrimoniale conformément à l'article 3.30, les noms, adresses, quotes-parts et références des lots des autres copropriétaires;   
15° de tenir les comptes de l'association des copropriétaires de manière claire, précise et détaillée suivant le plan comptable minimum normalisé à établir par le Roi. Toute copropriété de moins de vingt lots à l'exclusion des caves, des garages et parkings est autorisée à tenir une comptabilité simplifiée reflétant au minimum les recettes et les dépenses, la situation de trésorerie ainsi que les mouvements des disponibilités en espèces et en compte, le montant du fonds de roulement et du fonds de réserve visés à l'article 3.86, § 3, alinéas 2 et 3, les créances et les dettes des copropriétaires;   
16° de préparer le budget prévisionnel pour faire face aux dépenses courantes de maintenance, de fonctionnement et d'administration des parties communes et équipements communs de l'immeuble, ainsi qu'un budget prévisionnel pour les frais extraordinaires prévisibles; ces budgets prévisionnels sont soumis, chaque année, au vote de l'association des copropriétaires; ils sont joints à l'ordre du jour de l'assemblée générale appelée à voter sur ces budgets. Le cas échéant, le syndic inscrit à l'ordre du jour de l'assemblée générale la question des travaux extraordinaires à prévoir pour les années à venir.
En outre, les missions sont ainsi définies par le contrat adopté par assemblée générale, donc le syndic est responsable de sa gestion tant par ses obligations contractuelles que par les obligations décrites par loi. En aucun cas, il ne peut déléguer ses pouvoirs sans l'accord de l'assemblée générale et seulement pour une durée ou à des fins déterminées.

## Conseil de copropriété (CdC)
Le Conseil de copropriété (CdC) est chargé de veiller à la bonne exécution par le syndic de ses missions. Ce conseil, composé uniquement de copropriétaires, est obligatoire dans les copropriétés de plus de 20 lots. Il peut recevoir toute autre mission ou délégation temporaire sur décision de l'assemblée générale prise à une majorité des 3/4 des voix.
Avant juin 2010, ce conseil était appelé « Conseil de gérance ».

## Commissaire aux comptes
Imposé par la loi depuis juin 2010, le commissaire aux comptes, désigné annuellement par l'AG, est chargé de vérifier les comptes de l'ACP selon les règles du règlement de copropriété. Cette personne, chargée de vérifier les comptes, peut être un copropriétaire.
L’Article 3.91 du Code civil instaure un commissaire aux comptes.  ‘L'assemblée générale désigne annuellement un commissaire aux comptes ou un collège de commissaires aux comptes, copropriétaires ou non, qui contrôlent les comptes de l'association des copropriétaires, dont les compétences et obligations sont déterminées par le règlement d'ordre intérieur.’
Quant a la mission, elle est  peu définie hélas, ce qui laisse comme tout le droit de la copropriete une liberté d’appréciation pour chaque copropriété par nature différente, mais, des lors, elle peut être interprétée de la manière la plus minime possible. ‘’ Toutefois, comme le fait observer la doctrine, le ‘contrôle des comptes’ peut se concevoir de 2 manières. Elle peut porter sur la régularité formelle des comptes, notamment si la vérification est effectuée par un professionnel. Mais elle peut également consister à contrôler la concordance entre les dépenses, les initiatives du syndic et les décisions de l’assemblée.’ M. Wahl, le Droit de la copropriete, le Droit Notarial, Wolters Kluwer, 2019, p. 193

## Contentieux
En vertu de l'article 591 du code judiciaire, le Juge de paix est compétent pour tous les litiges en matière de copropriété forcée d’immeubles ou de groupes d’immeubles seront tranchés par le juge de paix, indépendamment du montant de la demande.
La loi organise plusieurs actions spécifiques au sein de la copropriété. Elles peuvent être listées comme suit :  
- Le recours en annulation d'une décision d'AG
- L'action en modification des quotes-partes et des charges
- L'action en abus de minorité
- L'action en autorisation d'effectuer des travaux aux communs
- L'action en nomination d'un syndic par le juge de paix  Article 3.89 § 8 du code civil. En cas d'empêchement ou de carence du syndic, le juge peut désigner un syndic provisoire, pour la durée qu'il détermine, à la requête d'un copropriétaire. Le syndic doit être appelé à la cause par le requérant. Suivant cette disposition, un syndic peut être nommé par le juge lorsque l'association des copropriétaires est dépourvue de syndic à la suite de sa démission et en cas de défaut de désignation par l'assemblée générale (JP Seneffe, 24 avril 2012, RCDI, 2013/1, p.44 ;  JP Anderlecht, 18 December 2008, RCDI 2009/4 ; Corinne Mostin, Le syndic de copropriete, Kluwer, 2020, p.39)[8]   Art.3.92. Actions en justice § 2. Si l'équilibre financier de la copropriété est gravement compromis ou si l'association des copropriétaires est dans l'impossibilité d'assurer la conservation de l'immeuble ou sa conformité aux obligations légales, le syndic ou un ou plusieurs copropriétaires qui possèdent au moins un cinquième des quotes-parts dans les parties communes peuvent saisir le juge pour faire désigner un ou plusieurs administrateurs provisoires aux frais de l'association des copropriétaires qui, pour les missions octroyées par le juge, se substituent aux organes de l'association des copropriétaires. Lorsqu'il est nommé par le juge, le syndic judiciaire doit assumer le même rôle que celui qui est désigné par l'assemblée générale. De nombreuses décisions chargent le syndic d'assumer ses pouvoirs tels qu'il sont définis par la loi et les statuts. Parfois, certaines décisions précisent de manière plus explicite en quoi consistent les pouvoirs du syndic comme dans le recours de l'article 3.92 paraphe 2 du code civil, cité ci-dessus.

Ce système en vigueur n'empêche nullement des scandales financiers dont les copropriétaires font les frais et la justice révèle son impuissance’’’ ʼ.